# Chireno
Chireno (ausgesprochen: Shi-REE-noh) ist eine den Status City innehabende Gemeinde im Nacogdoches County des US-Bundesstaats Texas. Das U.S. Census Bureau hat bei der Volkszählung 2020 eine Einwohnerzahl von 370 ermittelt.

## Geographie

### Lage
Sie liegt am östlichen Rand des County gegenüber der Grenzlinie zum San Augustine County.
Ebenso wie große Teile des Nacogdoches County ist auch die Umgebung von Chireno von einer welligen, großteils bewaldeten Landschaft geprägt. Das Gemeindegebiet umfasst nach Angaben des US-Zensus eine Fläche von knapp fünf Quadratkilometern.
Fünf Kilometer südlich der Stadt liegt der Angelina National Forest. Südlich der Stadt liegt der Oberlauf des Angelina River, ein Zufluss des Neches River, welcher südlich des National Forest in das Sam Rayburn Reservoir mündet, ein 1930 geschaffener und für den Wasserhaushalt der Region wichtiger Stausee. Unmittelbar östlich an der Stadt vorbei führt der Attoyac Bayou, welcher die Grenzlinie zwischen den beiden Countys Nacogdoches und San Augustin bildet und der ebenfalls in das Sam Rayburn Reservoir mündet.

### Klima
Das örtliche Klima variiert zwischen heißen Sommern und milden, kühlen Wintern.

## Beschreibung

Das Old Half-Way Inn an der Texas Route 21

Die ersten spanisch-mexikanischen Siedler ließen sich gegen Ende des 18. Jahrhunderts in der Gegend um das heutige Chireno nieder. Der Stadtname stammt von José Antonio Chireno, einem der dort ansässigen mexikanischen Gutsbesitzer. Laut Webseite der Stadt erfolgte die offizielle Begründung als US-City mit Selbstverwaltungsinstitutionen um das Jahr 1824. Die ersten angelsächsischen Siedler ließen sich im Lauf der 1830er-Jahre dort nieder. 1837 wurde das erste Postamt erbaut, 1839 die erste öffentliche Schule.
Während des Bürgerkriegs war Chireno ein lokales Zentrum für die Versorgung der konföderierten Armee mit Lederwaren. Die Frage der Sklavenbefreiung entzweite die örtliche Bevölkerung über das Kriegsende hinaus. Im Rahmen der Reconstruction entsandte die US-Regierung farbige Soldaten nach Chireno, deren Aufgabe es war, die ordnungsgemäße Wahlteilhabe von Afroamerikanern sicherzustellen. Als Gegenreaktion begründete sich kurzzeitig auch in Chireno eine Ortsgruppe des Ku-Klux-Klan.
Ein im National Register of Historic Places mit aufgeführtes historisches Gebäude ist das Old Half-Way Inn. Es wurde wenige Jahre nach der Unabhängigkeit von Mexiko erbaut und fungierte lange Jahre als Poststation. Mittlerweile an einen nahe gelegenen Standort versetzt, wird es seit 2012 von der Chireno Historical Society betreut und dient als Anlaufpunkt für Führungen sowie ein jährlich stattfindendes Kulturfestival.

## Demografie
Den Daten des United States Census Bureau aus dem Jahr 2016 zufolge betrug die Einwohnerzahl in diesem Jahr 444 Personen. 214 davon waren männlich, 230 weiblich. 315 Einwohner waren 18 Jahre oder älter, 129 Kinder oder Jugendliche, 87 älter als 65 Jahre. Der Altersmedian betrug 45 Jahre. Der Zensus-Definition Race gemäß bezeichneten sich 287 als Weiße (64,6 %), 121 als Afroamerikaner (27,3 %), 81 als Hispanic oder Latino (18,2 %) und 17 als indianischer Herkunft (3,8 %). Die Definition „mehr als eine Ethnie“ gaben 19 Einwohner an (4,3 %). Das Medianeinkommen pro Haushalt belief sich laut Zensus-Angaben auf 34.688 US-Dollar (USD). Der ermittelte Einkommensmedian lag somit deutlich sowohl unter dem der USA insgesamt (53.000 USD) als auch dem des Bundesstaats Texas (51.900 USD). Als Personen, die in Armut leben, wies der Zensus 23,2 % aus, als Personen ohne Krankenversicherung 12,8 %.

## Wirtschaft und Infrastruktur

### Wirtschaft
Die – auf Landwirtschaft und Lederwaren spezialisierte – Wirtschaft differenzierte sich in der zweiten Hälfte des 19. Jahrhunderts weiter aus. Baumwollspinnereien sowie Wassermühlen kamen als örtliche Erwerbsquellen hinzu. 1866 wurde in der Nähe des Ortes eine der ersten texanischen Ölquellen entdeckt. Für eine nachhaltigere Integration an die regionale und bundesstaatliche Ökonomie sorgte 1912 die Einbindung in das Streckennetz der Angelina and Neches River Railroad. Neben der Baumwollindustrie avancierte die Holzwirtschaft zu einem bestimmenden Gewerbe. Lokale Landwirtschaft sowie Viehzucht sind bis heute wichtige Faktoren der lokalen Wirtschaft. Ein weiterer Wirtschaftsfaktor ist die Förderung von Erdgas. Das im Februar 1970 gegründete kommunale Verteilungssystem versorgt über das Nacogdoches County hinaus auch die umliegenden Counties San Augustine und Shelby mit Erdgas.

### Verkehr
Wichtigste regionale Straßenanbindung ist der State Highway 21, welcher Chireno mit der Kreisstadt Nacogdoches verbindet.